# 社子溪
社子溪為一位於台灣北部之縣市管河川，幹流長度24.17公里，流域面積77.83平方公里，分佈於桃園市新屋區、楊梅區。主流上游為老坑溪，發源於楊梅區東南部近龍潭區界之老坑山北側，向西北流經老坑尾、老坑口、楊梅街區，於縱貫鐵路楊梅車站北偏西約500公尺處與另一支流楊梅溪會合，始稱社子溪。本流續往西北流，經葉屋、新屋區下呂屋後微轉向西北西流，於永安漁港南側注入台灣海峽。

## 水系主要河川
- 社子溪：桃園市新屋區、楊梅區
  - 下田溪：新屋區
  - 槺榔溪：新屋區、楊梅區
  - 東勢溪：新屋區、楊梅區
    - 九斗溪：新屋區
    - 上田溪：新屋區
    - 田寮溪：新屋區

  - 楊梅溪：楊梅區
    - 秀才窩溪：楊梅區

  - 頭重溪：楊梅區
    - 老坑溪：楊梅區
    - 二重溪：楊梅區